# دوچرخه‌سواری در المپیک تابستانی ۱۹۰۰

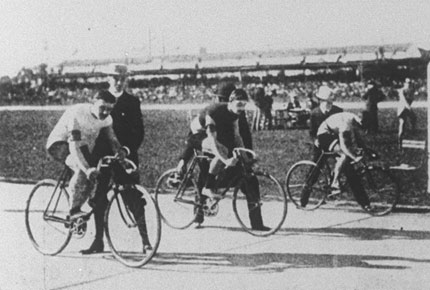
دوچرخه‌سواری پیست

دوچرخه‌سواری در بازی‌های المپیک تابستانی ۱۹۰۰ نام رویداد ورزش دوچرخه‌سواری در بازی‌های المپیک تابستانی بود که در سال ۱۹۰۰ برگزار شد. این مسابقات از سه بخش تشکیل شده بود که همگی آن‌ها برای مردان بود. ۷۲ ورزشکار از ۷ کشور در این مسابقات به رقابت با یک دیگر پرداختند.

## جدول مدال‌ها
| رتبه | کشورها                    | طلا | نقره | برنز | مجموع |
| ۱    | فرانسه (FRA)              | ۲   | ۲    | ۱    | ۵     |
| ۲    | ایالات متحده آمریکا (USA) | ۰   | ۰    | ۱    | ۱     |

## کشورهای شرکت کننده
در دومین مسابقه دوچرخه سواری المپیک تابستانی در بازی‌های المپیک تابستانی ۱۹۰۰، ۷۲ ورزشکار از ۷ کشور به رقابت با یک دیگر پرداختند.
- بلژیک (۱)
- بوهم (۱)
- فرانسه (۵۸)
- آلمان (۳)
- بریتانیای کبیر (۱)
- ایتالیا (۷)
- ایالات متحده آمریکا (۱)

## نتایج

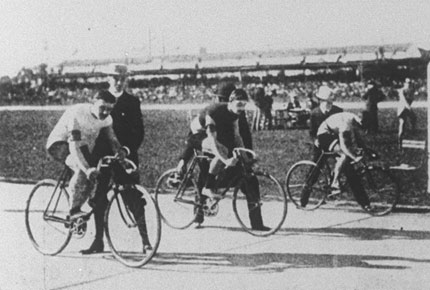
رقابت‌های اسپرینت

| رویداد           | طلا                  | نقره                | برنز               |
| اسپرینت مردان    | آلبر تایلاندیه (FRA) | فرنان سانز (FRA)    | جان هنری لیک (USA) |
| ۲۵ کیلومتر مردان | لویی بستین (FRA)     | لوید ایلدبران (FRA) | اوگوست دومن (FRA)  |